# اشباخ (بادن-وورتمبرگ)
اشباخ (بادن-وورتمبرگ) (به آلمانی: Eschbach) یک شهر در آلمان است که در برایگاو-هخشوارتسوالد واقع شده‌است.